# جو تشيزاري كولومبو

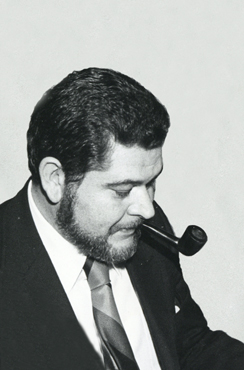
Joe Colombo

جو تشيزاري كولومبو (بالإيطالية: Joe Colombo)‏ هو مصمم إيطالي، ولد في 30 يوليو 1930 في ميلانو في إيطاليا، وتوفي في 30 يوليو 1971.

## وصلات خارجية
- جو تشيزاري كولومبو على موقع ديسكوغز (الإنجليزية)